# جاسمينكو فيليتش
جاسمينكو فيليتش مواليد 1 سبتمبر 1965 في سراييفو، يوغوسلافيا، هو لاعب كرة قدم بوسني سابق كان يلعب كلاعب وسط.

## المسيرة الاحترافية

### أندية لعب لها
- نادي ساراييفو
- نادي جيلييزنيتشار ساراييفو
- إستريلا دا أمادورا
- نادي ليغانيس

## روابط خارجية
- جاسمينكو فيليتش على موقع قاعدة بيانات كرة القدم.إي يو (الإنجليزية)
- جاسمينكو فيليتش على موقع Soccerway.com (الإنجليزية)
- جاسمينكو فيليتش على موقع عالم كرة القدم.نت (الإنجليزية)